# Kazuki Ōiwa
Kazuki Ōiwa (jap. 大岩 一貴 Ōiwa Kazuki; ur. 17 sierpnia 1989) – japoński piłkarz występujący na pozycji obrońcy. Obecnie występuje w Vegalta Sendai.

## Kariera klubowa
Od 2012 roku występował w klubach JEF United Chiba i Vegalta Sendai.